# Tumor da tiroide
Cancro da tiroide (português europeu) ou câncer de tireoide (português brasileiro) é o cancro que se forma nos tecidos da glândula tiroide. É uma doença em que as células crescem de forma anómala e têm o potencial de se espalhar para outras partes do corpo. Os sintomas mais comuns são a presença de um inchaço ou nódulo no pescoço. A presença de células cancerígenas na tiroide pode também ser o resultado de metástases de cancro com origem noutras partes do corpo, não sendo nesses casos classificado como cancro da tiroide.
Entre os fatores de risco estão a exposição a radiação na juventude, a presença de um bócio e antecedentes familiares da doença. Os quatro tipos principais de cancro da tiroide são os carcinomas papilares, carcinomas foliculares, carcinomas medulares e carcinomas anaplásicos. O diagnóstico baseia-se geralmente em ecografia, punção aspirativa por agulha fina. À data de 2017, não estava recomendado o rastreio entre pessoas sem sintomas e com risco normal para a doença.
Entre as opções de tratamento estão a cirurgia, radioterapia, quimioterapia, hormonas da tiroide, terapia dirigida e vigilância. A cirurgia pode consistir na remoção total ou parcial da tiroide. A taxa de sobrevivência a cinco anos nos Estados Unidos é de 98%.
Em 2015, 3,2 milhões de pessoas em todo o mundo tinham cancro da tiroide, No mesmo ano, a doença sido a causa de 31 900 mortes. Em 2012 ocorreram 298 000 novos casos. A doença é mais comum entre os 35 e 65 anos de idade. A doença é mais comum entre mulheres do que homens e mais comum entre pessoas de ascendência asiática. Nas últimas décadas, o número de casos tem vindo a aumentar, o que se pensa ser devido a melhores exames de diagnóstico.